# È solo la fine del mondo
È solo la fine del mondo (Juste la fin du monde) è un film del 2016 scritto e diretto da Xavier Dolan.
Il film, presentato in concorso al Festival di Cannes 2016, è basato sulla pièce teatrale Giusto la fine del mondo (Juste la fin du monde) di Jean-Luc Lagarce. Gli interpreti principali della pellicola sono Gaspard Ulliel, Nathalie Baye, Vincent Cassel, Marion Cotillard e Léa Seydoux.

## Trama
Lo scrittore Louis-Jean Knipper, malato terminale, decide di tornare nel suo paese natale dopo 12 anni di lontananza, per rivedere i suoi cari e comunicare loro la sua morte imminente. I membri della famiglia reagiscono tutti in maniera diversa all'incontro: la sorella minore Suzanne è sinceramente felice di poter riabbracciare il fratello e, anche se quasi non lo conosce, prova un forte senso di abbandono; nel fratello Antoine si riaccende la gelosia verso di lui, che era sempre al centro dell'attenzione; la cognata Catherine, una donna gentile e insicura, cerca di metterlo a suo agio, stemperando gli eccessi del marito Antoine; la madre Martine, benché impreparata al ritorno del figlio, è raggiante e fiduciosa che in famiglia possa tornare il dialogo, interrotto anni prima o forse mai veramente iniziato.

## Distribuzione
Dopo la presentazione al Festival di Cannes, il 19 maggio 2016, il film è stato distribuito nelle sale cinematografiche francesi e canadesi il 21 settembre mentre in Italia dal 7 dicembre 2016.
Il film è stato scelto come film rappresentante il Canada per l'Oscar al miglior film straniero 2017 ed è entrato nella short-list di nove film scelti a dicembre 2016, ma non è infine risultato fra i cinque film in corsa per il premio.

## Riconoscimenti
- 2016 - Festival di Cannes
  - Grand Prix Speciale della Giuria
  - Premio della Giuria Ecumenica
  - Candidatura per la Palma d'oro
- 2017 - Premio César
  - Migliore regia a Xavier Dolan
  - Miglior attore protagonista a Gaspard Ulliel
  - Miglior montaggio a Xavier Dolan
  - Candidatura per il Miglior attore non protagonista a Vincent Cassel
  - Candidatura per la Miglior attrice non protagonista a Nathalie Baye
  - Candidatura per il Miglior film straniero (Canada)